# هيو تروي
هيو تروي (بالإنجليزية: Hugh Troy)‏ هو رسام أمريكي، ولد في 28 أبريل 1906، وتوفي في 8 يوليو 1964.